# Taufkirchen (Munich)
Pour les articles homonymes, voir Taufkirchen.
 (décembre 2023).
Si vous disposez d'ouvrages ou d'articles de référence ou si vous connaissez des sites web de qualité traitant du thème abordé ici, merci de compléter l'article en donnant les références utiles à sa vérifiabilité et en les liant à la section « Notes et références ».
Taufkirchen est une commune de Bavière (Allemagne), située dans l'arrondissement de Munich, dans le district de Haute-Bavière. Elle se situe à 13 km au sud de Munich, en  Bavière